# Voortstuwer
Een voortstuwer is een apparaat waarmee stuwkracht wordt geleverd. Het wordt vooral in de scheepvaart gebruikt voor constructies die ingewikkelder zijn dan een schroef — hoewel dit ook een voortstuwer is — zoals een waterjet, een schroef met straalbuis en een roerpropeller. Ook magnetohydrodynamische voortstuwing valt hieronder.